# Erik Skaaning
Erik Skaaning (født 19. oktober 1926, død 21. december 2016) var en dansk fodboldspiller og legendarisk anfører i Vejle Boldklub.

## Karriere
Erik Skaaning debuterede for Vejle Boldklub lige efter 2. Verdenskrig i 1945 og opnåede 280 kampe på VB's bedste mandskab, hvilket placerer ham som nummer tolv på listen over spillere med flest kampe i Vejle-trøjen. I størstedelen af karrieren var Erik Skaaning en højt respekteret anfører for de 11 udvalgte. Han var ligeledes anfører i de tre kampe, han opnåede for Danmarks B-landshold.
Da Erik Skaaning i 1959 lagde støvlerne på hylden, kom det som en overraskelse for mange, i og med Vejle Boldklub var midt i en god sæson, der endte med et Danmarksmesterskab.
- Lysten var der skam, men familien har jo også krav på én. Derfor måtte jeg vælge mellem byrådsarbejdet og fodboldspillet. Tidligere kunne jeg godt passe begge dele og alligevel få tid til privatliv. Men fodboldturneringerne har efterhånden fået et sådant omfang, at det er umuligt at få det hele til at passe, sagde Erik Skaaning, som på det tidspunkt sad i Vejle byråd.
Erik Skaaning afsluttede sin karrieren i Vejle Boldklub d. 16 juni 1959 i en kamp mod IFK Norrköping, der endte 3-3. I tiden som VB-spiller var han med til at vinde et Danmarksmesterskab og to dansk pokalmesterskaber.
Efter spillerkarrieren har Erik Skaaning siddet flere år i bestyrelsen for Vejle Boldklub, ligesom han i mange år var medlem af byrådet i Vejle.